# Joseph Anton Adolph
Joseph Anton Adolph, také Joseph Anton Adolph von Freenthal nebo Franz Adolph z Freenthalu (6. října 1729 Mikulov – po roce 1772, podle jiného zdroje 17. ledna 1762, Vídeň) byl rakousko-český malíř původem z Moravy.

## Život

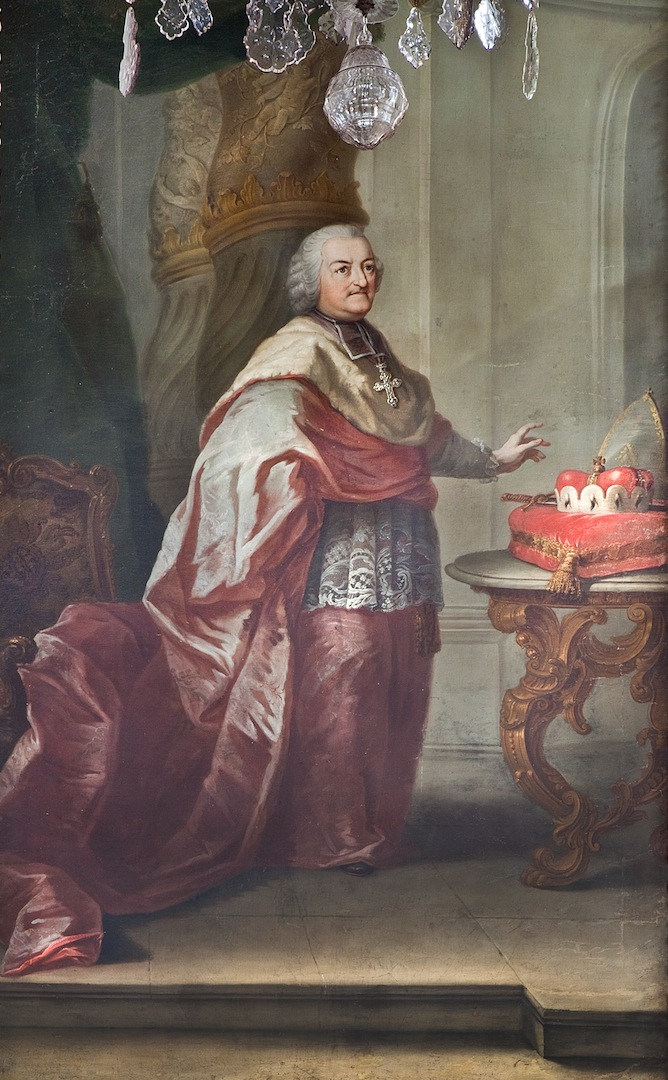
Olomoucký biskup Maxmilián z Hamiltonu, ztvárněný Josephem Antonem Adolphem

Joseph Anton Adolph byl synem malíře zvířat Josepha Franze Adolpha. S malováním začal u otce, záhy se však věnoval portrétní a historické malbě. Studoval na Akademii malířství, sochařství a architektury ve Vídni. Na studijních pobytech pobýval v Římě, v roce 1745 navštívil Paříž. 
Od poloviny padesátých let 18. století pracoval v Londýně na královském dvoře. Zpočátku jej podporoval bratr Maxmiliána z Hamiltonu. Známým se stal malováním portrétů významných rodin anglické šlechty v životní velikosti, jako například Caroline D'Arcy († 1778), Benjamina Hancocka (1729–1765). V roce 1765 maloval Elisha de Hague (1717–1792). Postupně svoji techniku a styl rozvinul a pozdější portréty byly méně strnulé.
Přesné informace o jeho pobytu v Anglii chybí, je možné, že zde získal také šlechtický titul. Známy jsou údaje o jezdeckém portrétu budoucího krále Jiřího III. z roku 1755. V témže roce Bernard Baron vytvořil rytinu a vydal ji. Dochovaly se i podpisy umělce, kdy se podepisoval jako dvorský malíř britského krále.
Snad v roce 1769 se vrátil do Vídně. Zde působil jako „inspektor“ ditrichštejnské obrazárny. Věnoval se také portrétování Marie Terezie.
Po návratu do českých zemí, pracoval mezi lety 1769–1772 na arcibiskupském zámku v Kroměříži. Vytvořil zde tři rozměrné malby na stropě sněmovního sálu (Oslava olomouckého biskupa Maxmiliána Hamiltona, Pallas Athéna zachraňuje adolescenta z náruče Venuše – na základě graficky reprodukované malby Pietra da Cortona a Svatba Pélea a Thetidy. Také vytvořil  velký portrét biskupa Maxmiliána z Hamiltonu pro čelní stěnu sálu.
V roce 1771 maloval oltářní obrazy pro farní kostel sv. Václava v Mikulově s motivy Zavraždění svatého Václava, Stětí svaté Barbory a Poslední večeře Páně.